# Терренс Хейнс
Терренс Хейнс (5 жовтня 1984) — барбадоський плавець.
Учасник Олімпійських Ігор 2004, 2008 років.